# Joost Boks (hockeyspeler)
Joost Boks (Amsterdam, 17 april 1942 – Georgetown (Ontario), 12 juni 2020)  was een Nederlands hockeyer.

## Biografie
Boks stond in de jaren zestig 50 keer in het doel bij de Nederlandse hockeyploeg. Hij maakte deel uit van de selecties die deelnamen aan de Olympische Spelen 1964 en Olympische Spelen 1968. In de Nederlandse competitie verdedigde Boks het doel bij de Amsterdamsche H&BC. Begin jaren zeventig emigreerde hij naar Canada en ging hij werken voor computerbedrijf IBM.
Hij overleed in 2020 op 78-jarige leeftijd.
Joost Boks · 
Charles Coster van Voorhout · 
John Elffers · 
Frans Fiolet · 
Jan Piet Fokker · 
Jan van Gooswilligen · 
Francis van 't Hooft · 
Arie de Keyzer · 
Leendert Krol · 
Jaap Leemhuis · 
Chris Mijnarends · 
Erik van Rossem · 
Nico Spits · 
Theo Terlingen · 
Jan Veentjer · 
Jaap Voigt · 
Theo van Vroonhoven · 
Frank Zweerts ·
Coach: Piet Bromberg
Joost Boks · 
Aart Brederode · 
Edo Buma · 
Sebo Ebbens · 
John Elffers · 
Jan Piet Fokker · 
Otto ter Haar · 
Gerard Hijlkema · 
Arie de Keyzer · 
Ewald Kist · 
Tippy de Lanoy Meijer · 
Frans Spits · 
Heiko van Staveren · 
Theo Terlingen · 
Kik Thole · 
Theo van Vroonhoven · 
Piet Weemers ·
Coach: Piet Bromberg